# Cantón Puerto Quito
Puerto Quito es un cantón ecuatoriano ubicada al noroccidente de la Provincia de Pichincha. Su cabecera cantonal es la ciudad de Puerto Quito, lugar donde se agrupa gran parte de su población total. Cuenta con atractivos destinos turísticos. Es el único cantón que no tiene frontera con el Distrito Metropolitano de Quito.

## Organización territorial
La ciudad y el cantón Puerto Quito, al igual que las demás localidades ecuatorianas, se rige por una municipalidad según lo estipulado en la Constitución Política Nacional. La Municipalidad de Puerto Quito es una entidad de gobierno seccional que administra el cantón de forma autónoma al gobierno central (Gobierno Autónomo Descentralizado). La municipalidad está organizada por la separación de poderes de carácter ejecutivo representado por el alcalde, y otro de carácter legislativo conformado por los miembros del concejo cantonal. El Alcalde es la máxima autoridad administrativa y política del Cantón Puerto Quito. Es la cabeza del cabildo y representante del Municipio.
Parroquia urbana
- Puerto Quito